# Ion Călugăru
Ion Călugăru (właściwie Ștrul Leiba Croitoru, ur. 14 lutego 1902 w Dorohoi, zm. 22 maja 1956 w Bukareszcie) – rumuński prozaik, dramaturg, publicysta i tłumacz pochodzenia żydowskiego. Swoje artykuły i książki wydawał do 1924 roku pod pseudonimem Ion Popescu.

## Życiorys
Pochodził z biednej rodziny mołdawskich Żydów. Szkołę podstawową ukończył w rodzimym Dorohoi. Do szkoły średniej uczęszczał w Bukareszcie, ale nauk nie dokończył. Twórczość Iona Călugăru była bardzo zbliżona do ówczesnej awangardy literackiej. Călugăru współpracował z wieloma awangardowymi czasopismami, m.in. z Contimporanul, Unu i Integral. Aby móc się utrzymać pisał również artykuły na łamach skrajnie prawicowego pisma Cuvântul. W latach 30. XX w. rozpoczął współpracę z partią komunistyczną. Po II wojnie światowej został redaktorem komunistycznej gazety Scânteia. Był i nadal jest uważany za przedstawiciela rumuńskiej kultury oficjalnej pierwszej połowy lat 50.

## Twórczość
Wyjątkowy talent literacki Călugăru wykazał pisząc m.in. powieść autobiograficzną pt. Dzieciństwo jednej kanalii (rum. Copilăria unui netrebnic, (1936). Powieść ta jest swego rodzaju kroniką życia ubogiego chłopca żydowskiego z małego miasteczka w północnej Rumunii. Dzieło to zawiera wiele cennych pod względem etnograficznym opisów kultury materialnej i duchowej miejscowej ludności. Kolejne powieści pt. Trustul (1937) i Światło wiosny (rum. Lumina primăverii, 1948) według wielu krytyków literackich nie dorównywały już poziomem artystycznym tej pierwszej. Do najbardziej awangardowych dzieł Călugăru jest zaliczany zbiór opowiadań pt. Statystyczny raj (rum. Paradisul statistic, 1926). Swojemu ulubionemu komikowi Charliemu Chaplinowi Călugăru oddał cześć w eseju pt. Charlot (1933) oraz w utworze teatralnym Bystry klaun (rum. Clownul care gândește, 1949).
Călugăru przekładał na język rumuński dzieła z literatury rosyjskiej, m.in. Fiodora Dostojewskiego.

## Dzieła
- 1923 – Caii lui Cibicioc. Schițe fără umor (pod pseudonimem Ion Popescu; Bukareszt).
- 1923 – Haiducul Codau, moartera poterelor, bucuria vădanelor. Culegere frumoasă cu cântece (pod pseudonimem Ion Popescu, Bukareszt).
- 1923 – Haiducul Hărčaluță-Prostul din Ceata neagră (pod pseudonimem Moș Ion Popescu, Bukareszt).
- 1924 – Moara dracilor sau haiducul călugăr. Poveste găsită într-un schit (pod pseudonimem Ion Popescu, Bukareszt).
- 1926 – Paradisul statistic (Bukareszt).
- 1926/1930 – Abecedar de povestiri populare (Bukareszt).
- 1931 – Omul de după ușă (Bukareszt).
- 1933 – Charlot (Bukareszt).
- 1934 – Erdora (Bukareszt).
- 1934 – Don Juan Cocoșatul. Oameni cari se pregătesc de moarte din cea dintâi zi a vieții (Bukareszt).
- 1936 – De la cinci până la cinci (Bukareszt).
- 1936 – Copilăria unui netrebnic. Roman (Bukareszt: Editura „Naționala Ciornei” S. A.); wydanie II poprawione – 1954; wydanie III ze wstępem autorstwa D. Cesereanu – 1962.
- 1937 – Trustul (Bukareszt); wydanie II poprawione – 1956.
- 1938 – Am dat ordin să tragă (Bukareszt).
- 1945 – Scriitorii libertății. A. Tolstoi, Vl. Maiakovski, I. Ehrenburg, L. Aragon, R. Rolland, M. Gorki, N. Ostrovski (Bukareszt).
- 1949 – Măseaua stricată (Bukareszt).
- 1949 – Clownul care gândește. Scenariu de comedie dramatică în douăsprezece tablouri și o postfață (Bukareszt).
- 1949 – Oțel și pâine (Bukareszt); wydanie II – 1956; wydanie III – 1960.
- 1958 – Casa șoarecilor. Schițe fără umor și nuvele din periodice, 1921-1947 (red. Sașa Pană, Bukareszt).
- 1971 – Paradisul statistic (red. i wstęp – Cornelia Ștefănescu, Bukareszt).

### Przekłady z literatury rosyjskiej
- Dostojewski, Fiodor: Visul unoi om ridicul. Jurnalul unui scriitor (Bukareszt).